# Лез-Энан
Лез-Эна́н (фр. Les Aynans) — коммуна во Франции, находится в регионе Франш-Конте. Департамент — Верхняя Сона. Входит в состав кантона Люр-Сюд. Округ коммуны — Люр.
Код INSEE коммуны — 70046.

## География
Коммуна расположена приблизительно в 340 км к юго-востоку от Парижа, в 55 км северо-восточнее Безансона, в 23 км к востоку от Везуля.
По территории коммуны протекает река Оньон и её приток — река Раэн.

## Население
Население коммуны на 2010 год составляло 328 человек.
| 1962 | 1968 | 1975 | 1982 | 1990 | 1999 | 2010 |
| ---- | ---- | ---- | ---- | ---- | ---- | ---- |
| 351  | 349  | 338  | 314  | 303  | 312  | 328  |

## Администрация
| Период | Период | Фамилия        | Партия | Примечания |
| ------ | ------ | -------------- | ------ | ---------- |
| 2001   | 2008   | Клодин Ламболе |        |            |
| 2008   | 2014   | Патрик Жугеле  |        |            |

## Экономика

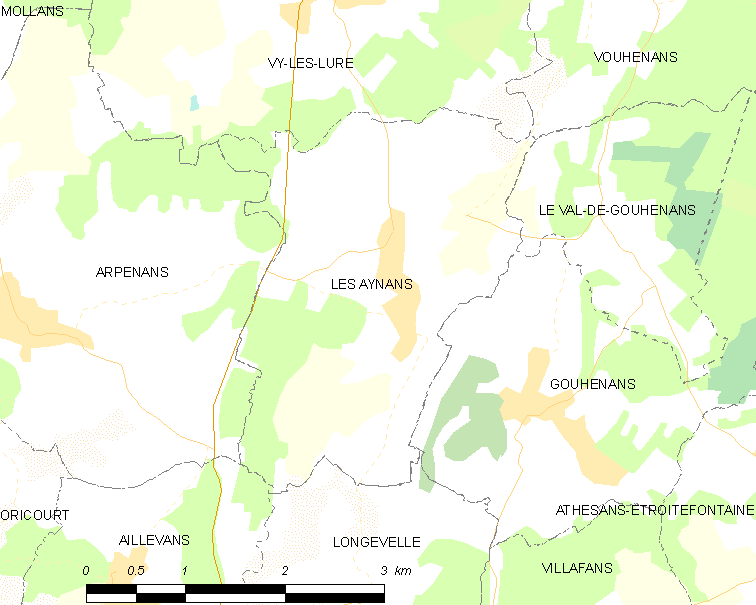
Карта коммуны

В 2010 году среди 205 человек трудоспособного возраста (15—64 лет) 153 были экономически активными, 52 — неактивными (показатель активности — 74,6 %, в 1999 году было 70,0 %). Из 153 активных жителей работали 138 человек (77 мужчин и 61 женщина), безработных было 15 (7 мужчин и 8 женщин). Среди 52 неактивных 15 человек были учениками или студентами, 23 — пенсионерами, 14 были неактивными по другим причинам.